# Europarking
Europarking is een parkeergarage gelegen aan de Marnixstraat 250 in Amsterdam. Het gebouw bestaat uit zeven bouwlagen met in totaal 700 parkeerplaatsen en werd ontworpen door de Nederlandse architect Piet Zanstra.
Het gebouw heeft vanwege de spiraalvormige op- en afritten de bijnaam "de billen van Zanstra" gekregen. Vanwege deze hellingbanen is het populair bij skaters.
Ten zuiden van de garage bevond zich sinds 1957 het Busstation Marnixstraat, dat in 2015, nu als Busstation Elandsgracht, gedeeltelijk naar onder de parkeergarage is verplaatst. Door verschuiving van het busstation is er ruimte gekomen voor een evenemententerrein, de Appeltjesmarkt.
Onder de parkeergarage is in 2002 is, door middel van tien containers nachtopvang voor daklozen gerealiseerd, het Stoelenproject. Sinds 2014 is onder de 'wokkels' café Waterkant gevestigd - genoemd naar de kade langs het water van de Suriname-rivier in Paramaribo.

## Geschiedenis
Tot de bouw werd opdracht gegeven door de N.V. Europarking van de Amsterdamse garagehouder en huisjesmelker Hendrik Tabak. Deze had zich in de jaren zestig in Parijs laten voorlichten over parkeergarages en gaf Zanstra opdracht voor het ontwerpen van een parkeergarage. Het bouwplan voor de garage, aanvankelijk van vijf verdiepingen en met een capaciteit voor 300 auto's, werd begin 1964 door burgemeester en wethouders goedgekeurd.
Het complex werd van 1966-1971 gebouwd van gewapend beton, met een gevel van prefab betonelementen en glas. De bouw stuitte aanvankelijk op protest, omdat er ten westen van de voormalige Appeltjesmarkt een groot woningblok voor moest worden gesloopt. De bouwkosten bedroegen 6,4 miljoen gulden. De capaciteit was inmiddels 650 plaatsen, maar ook getallen van 700 en van 1000 plaatsen worden wel genoemd. De eerste paal werd geslagen door wethouder G.K.J.M. Hamm (VVD). Toen de garage in juli 1972 werd geopend was daarbij geen vertegenwoordiger van het gemeentebestuur aanwezig, waarschijnlijk omdat wethouder Han Lammers niet te spreken was over de praktijken van huisjesmelker Tabak.
De garage werd een enorme strop voor Tabak. Enkele maanden na de opening was de bezettingsgraad gedaald tot 2%, wat een verlies van tweeduizend gulden per dag veroorzaakte. Tabak probeerde de garage te verkopen, dreigde met sluiting, en vroeg de gemeente Amsterdam een parkeerverbod in te stellen voor de omgeving van de garage. Ook verzocht hij om een vergunning voor een was- en doorsmeerstation.
De garage is op deze locatie gebouwd, omdat hier in het oorspronkelijke metroplan voor Amsterdam een belangrijk metrostation voorzien was, het metrostation Rozengracht aan de westelijke tak van de Oost/Westlijn.

## Trivia
- De Amerikaanse kunstenaar Spencer Tunick fotografeerde in 2007 ruim 2000 blote mensen in deze parkeergarage. Hij deed dit in het kader van een kunstevenement, Dream Amsterdam. Hierbij werden mensen op vier verschillende locaties in de hoofdstad naakt gefotografeerd.[8]
- in het kader van Pride Amsterdam 2022 kregen de "billen" de kleuren van de regenboogvlag.

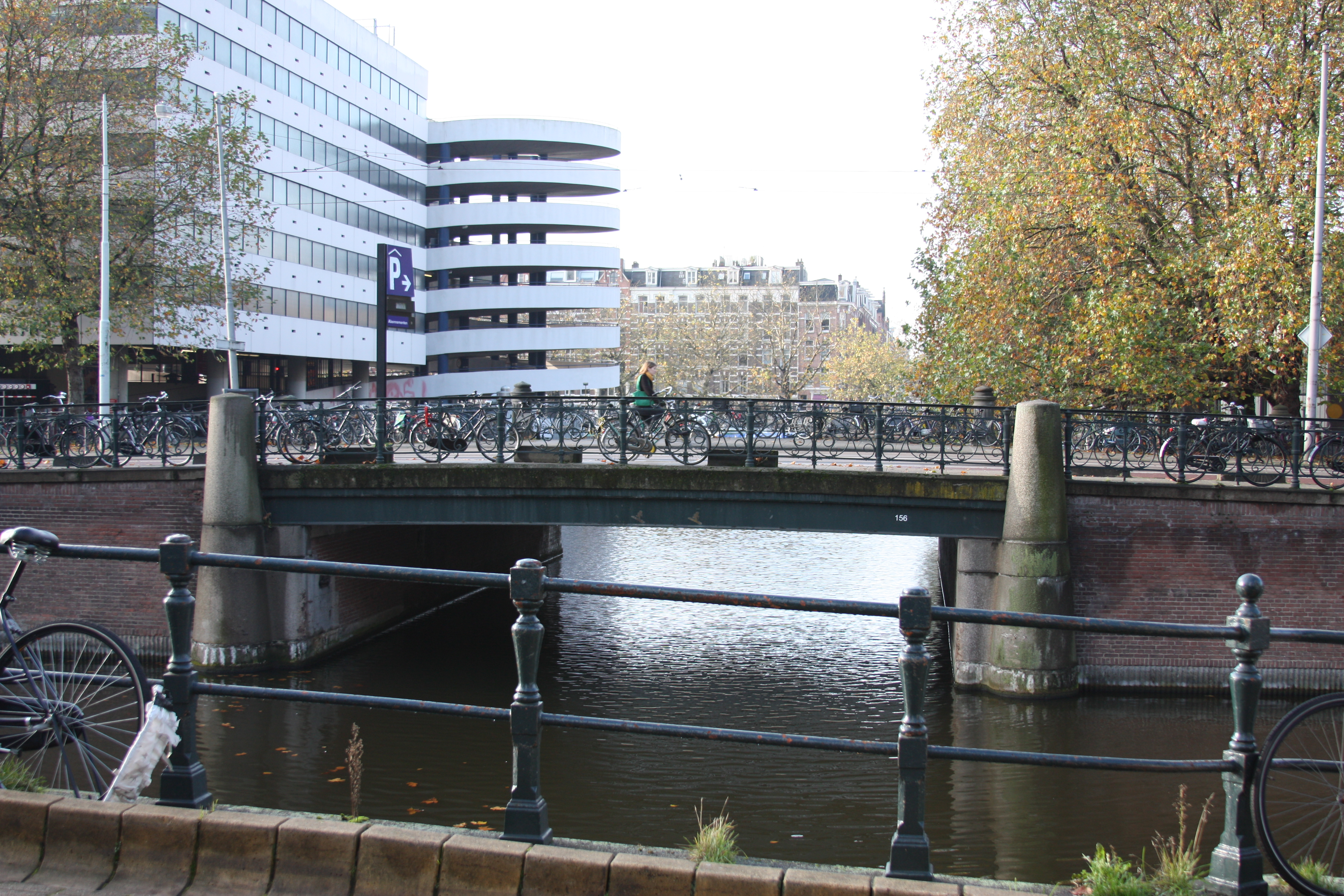
Europarking vanaf Lijnbaansgracht/Lauriergracht (2009)

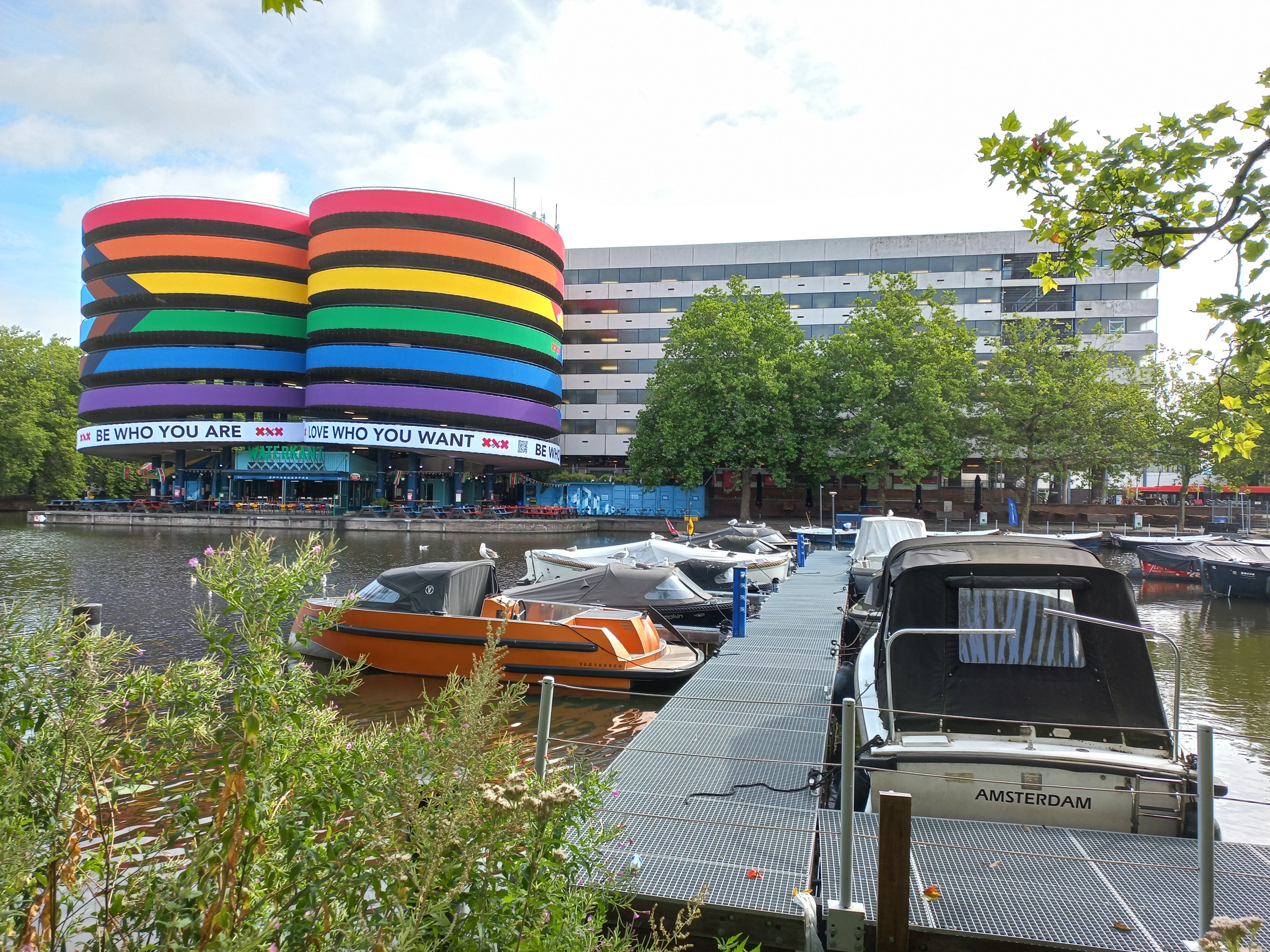
Europarking met regenboogvlag (2022)